# Clarenceville
Pour les articles homonymes, voir Saint-Georges.
Clarenceville [klaʁɑ̃svil], jusqu'en 2022  Saint-Georges-de-Clarenceville, est une municipalité de la municipalité régionale de comté du Haut-Richelieu au Québec, située dans la région administrative de la Montérégie.

## Toponymie
Le nom « Clarenceville » serait relié à William, duc de Clarence (1765-1837), troisième fils du roi britannique George III et qui monta sur le trône sous le nom de Guillaume IV. Pour ce qui est de Saint-Georges celui-ci provient probablement du père de ce dernier.

## Histoire
La municipalité de Clarenceville fut érigée en 1845 avant d'être intégrée à la municipalité du comté de Rouville deux ans plus tard. Cette dernière sera amputée d'une partie de son territoire avec la création de la municipalité de paroisse de St. George en 1855 avant de prendre le nom actuel de Clarenceville en 1957. Cependant, la municipalité actuelle ne sera réalisée que le 13 décembre 1989 avec la fusion de la paroisse de Clarenceville avec le village de Clarenceville (1920).
Le 22 octobre 2022, la municipalité de Saint-Georges-de-Clarenceville change son nom pour simplement Clarenceville.

## Géographie
Clarenceville est une petite municipalité situé sur la rive nord-ouest du lac Champlain sur la frontière américaine.
La rivière du Sud, un affluent de la rivière Richelieu, traverse le nord de son territoire en coulant vers le nord-ouest.

### Lieux-dits
- Aird  (45° 01′ 33″ N, 73° 12′ 17″ O)[2].
- Plage-Desranleau (45° 00′ 58″ N, 73° 12′ 24″ O)

## Démographie
| 1986 | 1991 | 1996 | 2001  | 2006  | 2011  | 2016  | 2021  |
| ---- | ---- | ---- | ----- | ----- | ----- | ----- | ----- |
| 828  | 914  | 980  | 1 073 | 1 106 | 1 056 | 1 103 | 1 154 |

## Administration
Les élections municipales se font en bloc pour le maire et les six conseillers.
| Clarenceville Maires depuis 2001                                                                                     |                |                        |          |
| Élection | Maire          | Qualité                | Résultat |
| 2001 | Kenneth Miller |                        | Voir     |
| 2005 | Kenneth Miller | Voir                   |          |
| 2009 | Louis Hak      |                        | Voir     |
| 2013 | Renée Rouleau  |                        | Voir     |
| 2017 | Renée Rouleau  | Voir                   |          |
| 2020 | Serge Beaudoin | Conseiller (2017-2020) | Voir     |
| 2021 | Serge Beaudoin | Conseiller (2017-2020) | Voir     |
| Élection partielle en italique Depuis 2005, les élections sont simultanées dans toutes les municipalités québécoises |                |                        |          |

## Infrastructures
Le village n'a ni de réseau de distribution d'eau ni des égouts. Les résidents ont recours aux puits et à l'eau livré par un camion de pompiers.

## Lieux et monuments
- L'église anglicane de Clarenceville. Située au 1098 rue Front, elle a été construite de 1818 à 1820. Elle est classée comme ayant une architecture incontournable.
- L'église anglicane Saint-Thomas, située au 1273 chemin du Petit-France. Elle a été construite de 1858 à 1859.
- L'église Wesley United, située au 101 rue Principale.

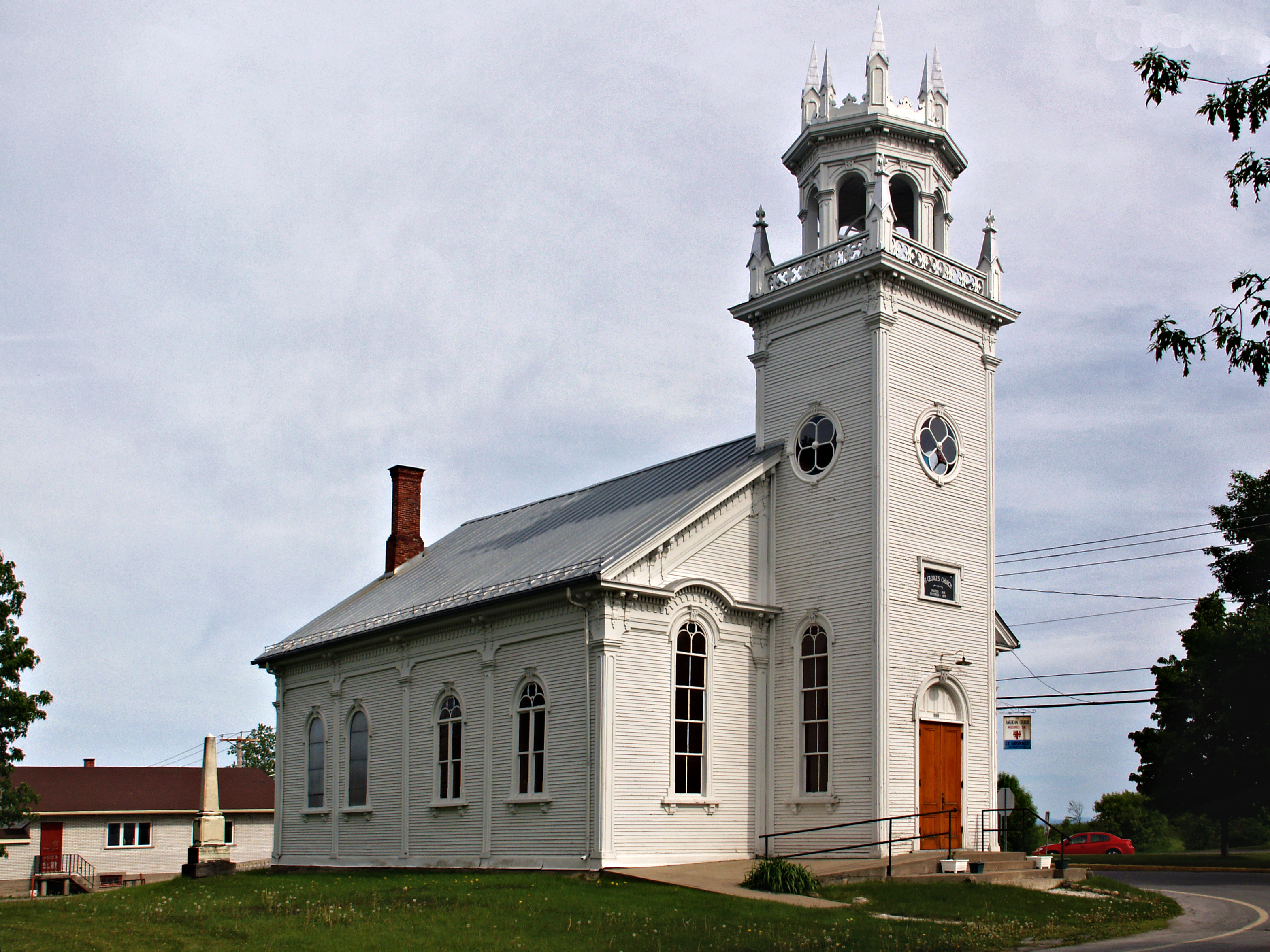
Saint-Georges
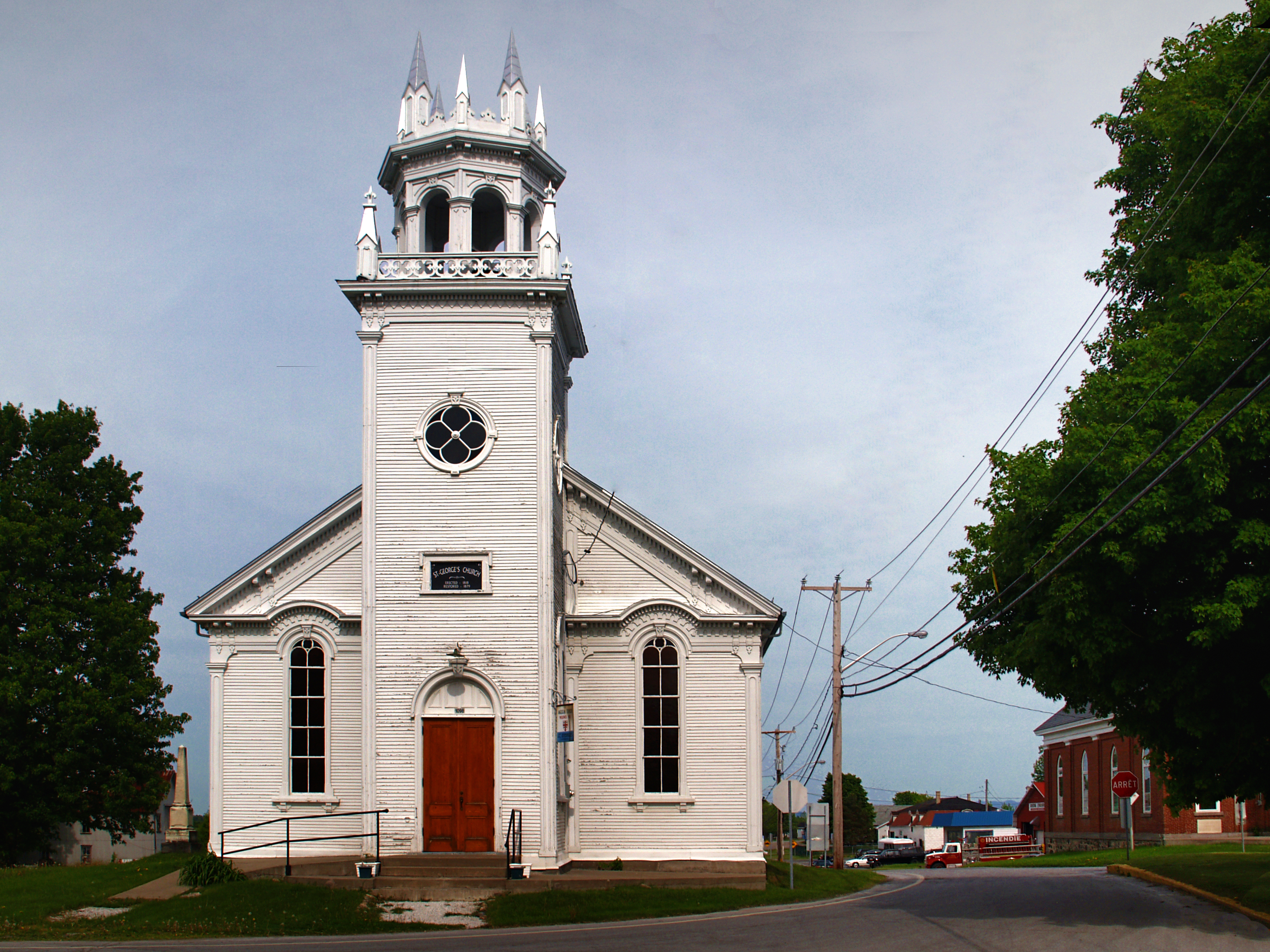
Vue faciale
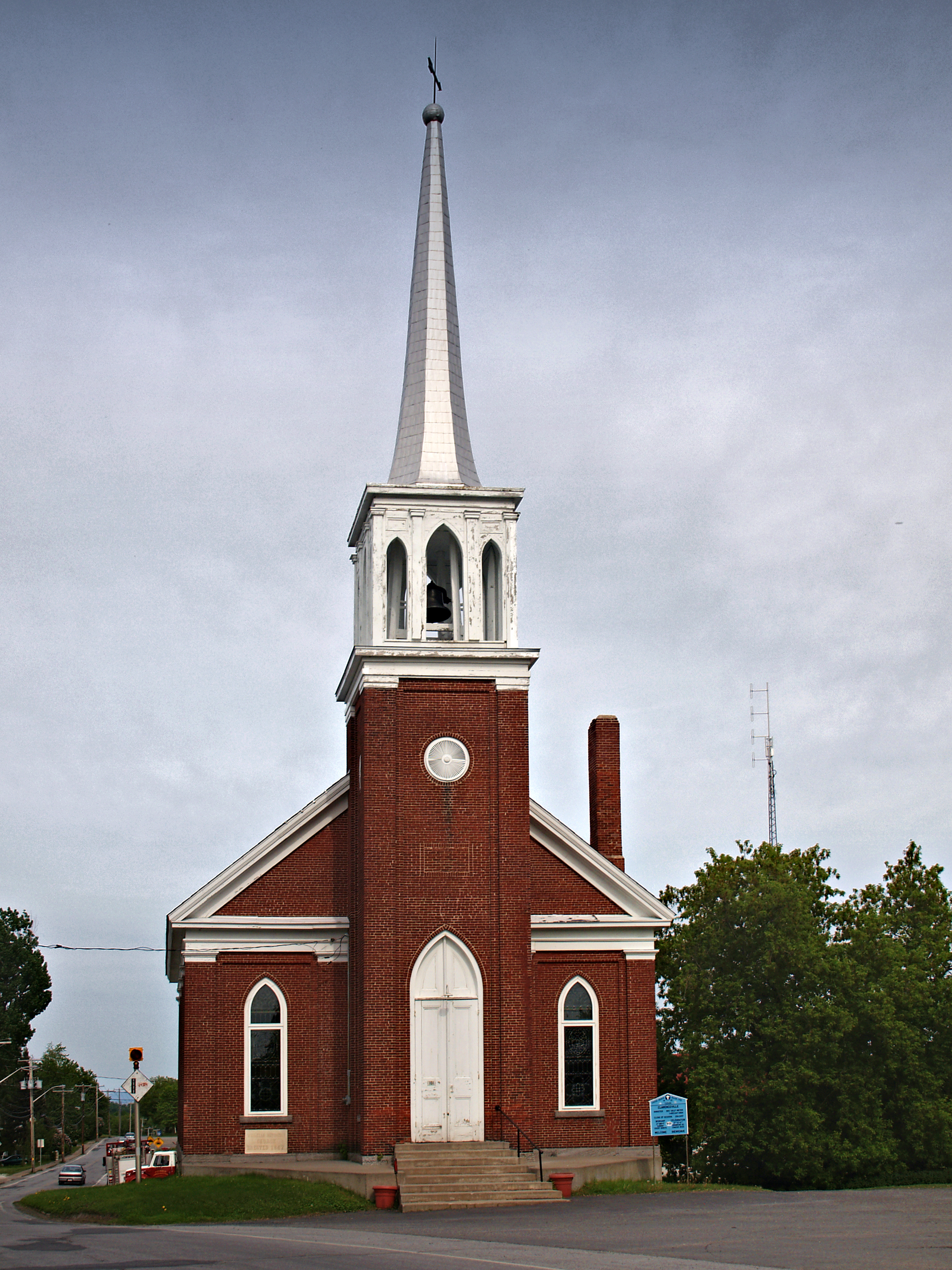
Saint-Thomas
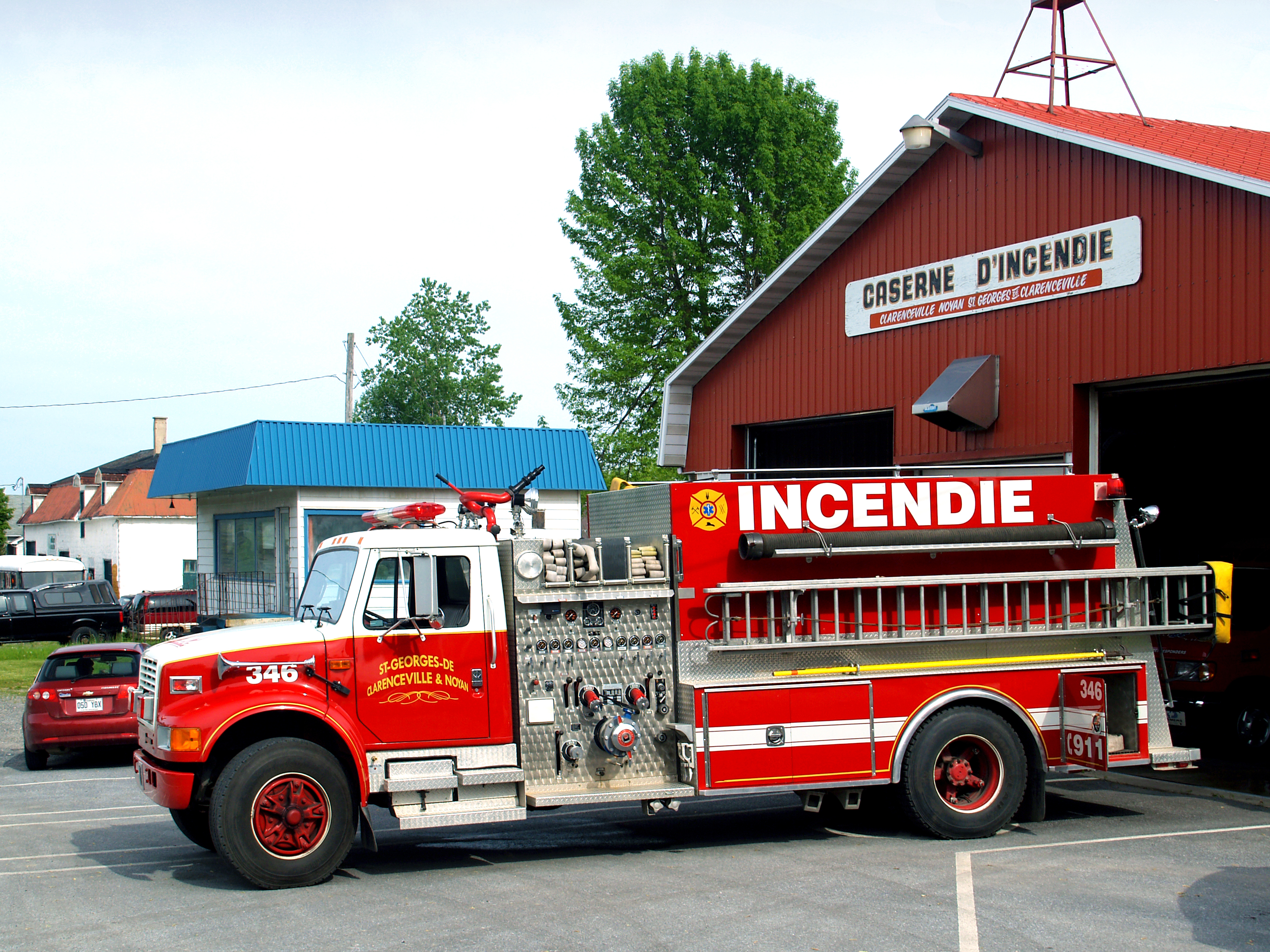
Caserne des pompiers

## Comité des citoyens de Clarenceville
Le Comité des citoyens de Clarenceville (CCC) est le regroupement de plus d'une centaine de citoyens de Clarenceville (juillet 2013) qui se rencontrent, partagent de l'information et qui organisent des activités qu'ils apprécient.[réf. nécessaire]